# District de Yongchuan
Le district de Yongchuan (chinois : 永川区 ; pinyin : Yǒngchuān Qū) est une subdivision de la municipalité de Chongqing en Chine.

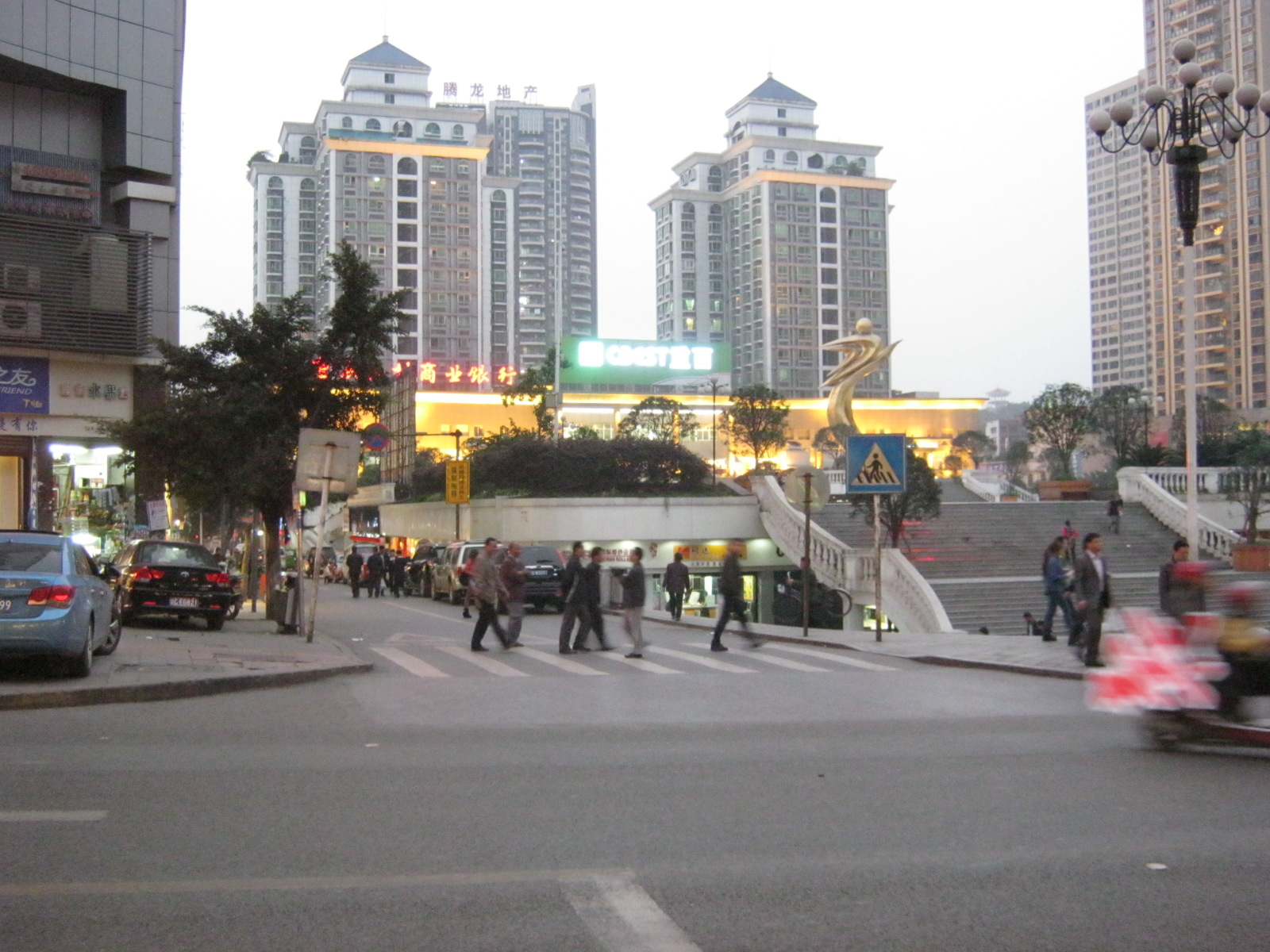
Vue de Yongchuan

## Géographie
Sa superficie est de 1 573 km².

## Démographie
La population du district était de 1 033 955 habitants en 1999.

### Sources
- Géographie : (zh) Page descriptive (Phoer.net)
- (en) Codes postaux de la municipalité de Chongqing